# Woqooyi Galbeed

L'antiga regió de Woqooyi Galbeed del 1982 al 1992

Woqooyi Galbeed fou una regió de Somàlia i de Somalilàndia que va existir del 1982 fins al 1992 (1982 a 1991 a Somàlia, i 1991-1992 a Somalilàndia). En aquest darrer any fou dividida en Maroodi Jeex i Saaxil.
La capital era Hargeisa.
La regió estava dividida en tres districtes:
- Hargeisa
- Berbera
- Gabiley